# 洛奇角 (阿肯色州)
洛奇角（英語：Lodge Corners）是位於美國阿肯色州阿肯色縣的一個非建制地區。該地的面積和人口皆未知。

## 地理
洛奇角的座標為34°18′00″N 91°31′30″W / 34.30000°N 91.52500°W，而該地的平均海拔高度為58米（即290英尺）。